# Minerały jasne
Minerały jasne – minerały bezbarwne lub jasno zabarwione (przeważnie białe) w odniesieniu do klasyfikacji skał magmowych oraz czasem metamorficznych. Ich przewaga objętościowa w skale nadaje jej barwę jasną, z tego powodu często określa się ją z przedrostkiem leuko, np. leukogranit.
Do minerałów jasnych zalicza się głównie kwarc, skalenie i skaleniowce.
Zobacz też
- minerały ciemne